# Amenmose (hoàng tử)
Amenmose ("Con trai của Amun") là một hoàng tử Ai Cập cổ đại của Vương triều thứ 18. Ông là con trai cả đồng thời là người thừa kế của pharaoh Thutmosis I. Amenmose đã qua đời trước vua cha nên đã không thể kế vị ngai vàng.
Amenmose có lẽ đã ra đời trước khi cha ông lên ngôi Pharaoh. Không rõ mẹ đẻ của Amenmose và em trai Wadjmose là ai. Có thể bà là một trong hai bà vợ của Thutmosis, Nữ hoàng Ahmose hoặc Mutnofret.
Amenmose là hoàng tử Ai Cập đầu tiên nhận được một danh hiệu quân sự (đó là "Đại giám thị binh lính"), phản ánh vai trò của các pharaoh và hoàng tử với tư cách là tướng quân. Danh hiệu này lần đầu tiên xuất hiện trong thời Trung Vương Quốc và sau đó được sử dụng nhiều hơn cho các hoàng tử con trai của Ramesses II.